# Trimark Pictures
Trimark Pictures was een Amerikaans productiebedrijf van Mark Amin in 1985 van het oude bedrijf Vidmark Entertainment. Trimark had een kleine studio en richtte zich op het produceren en het distribueren van theater-, televisie- en home-video-films.
Het logo is voorzien van een driehoek met een profiel van de kop van een tijger.
Trimark begon met Warlock in 1989, een horror/fantasy-film met Julian Sands, die een echte theaterhit was onder de horrorfans. Later, in 1994, kwam een vervolg: Warlock: The Armageddon. Trimark had ook groot succes met andere griezelfilms en series die de studio produceerde en distribueerde. Leprechaun, uitgebracht in 1993 met de jonge actrice Jennifer Aniston en Warwick Davis als de duistere Leprechaun, bracht meer dan 10 miljoen dollar op tijdens de bioscoopvoorstellingen. Vijf direct-naar-video vervolgen volgden.
Andere Trimark producties zoals The Dentist, een grote hit bij HBO, alsook Return of the Living Dead en Pinocchio's Revenge volgden. Trimark specialiseerde zich ook in het maken van televisieproducties, zoals Eve's Bayou met in de hoofdrol Samuel L. Jackson, die  positieve recensies kreeg. Ook bracht Trimark Stephen King's Storm of the Century uit, een miniserie. Financiële en budgetproblemen leidden ertoe dat Trimark Pictures de studio sloot in 2000. Het bedrijf fuseerde later met Lions Gate Entertainment. Dat jaar is Mark Amin ook aangenomen bij Lions Gate.